# Wróżkowie chrzestni: Dorośnij Timmy!
Wróżkowie chrzestni: Dorośnij Timmy! (ang. A Fairly Odd Movie: Grow Up, Timmy Turner!) – amerykański film familijny w reżyserii Savage’a Steve’a Hollanda, oparty na serialu animowanym Wróżkowie chrzestni. W przeciwieństwie do serialu jest to produkcja live action, w której główną rolę zagrał Drake Bell. Premiera filmu miała miejsce 9 lipca 2011 na kanale Nickelodeon, a w Polsce zadebiutował 16 grudnia na Nickelodeon HD Polska i 25 grudnia na Nickelodeon Polska.

## Fabuła
Głównym bohaterem filmu jest Timmy Turner, który ma już 23 lata, ale nadal mieszka z rodzicami i chodzi do piątej klasy. Zahamowanie rozwoju chłopaka wynika z chęci zachowania ukochanych wróżków chrzestnych, Cosma i Wandy, ponieważ Księga Zasad mówi, że dziecko traci wróżków, kiedy staje się dorosłe. Jednak gdy Tootie, kujonka niegdyś zakochana w Timmym, wraca do Mrokowa jako piękna dorosła dziewczyna, chłopak odkrywa, że ma wobec niej dorosłe uczucia. Musi wybrać, czy chce nadal zachowywać się jak dziecko, by utrzymać przy sobie Cosma i Wandę, czy też związać się z kobietą, którą kocha, i stracić swoich chrzestnych. Tymczasem Hugh J. Magnate, potężny potentat naftowy, planuje porwać wróżków Timmy’ego, aby wykorzystać ich do osiągnięcia swoich wygórowanych ambicji.

## Obsada
- Drake Bell jako Timmy Turner[1][2]
- Jason Alexander jako Cosmo Cosma (live-action)[1][2]
- Daran Norris jako Cosmo Cosma (forma animowana)[1]
- Cheryl Hines jako Wanda Fairywinkle (live-action)[1][2]
- Susanne Blakeslee jako Wanda Fairywinkle (forma animowana)[1]
- Daniella Monet jako Tootie[1][2]
- Steven Weber jako Hugh J. Magnate[1][2]

## Wersja polska
Wersja polska: na zlecenie Nickelodeon Polska − Studio Start International Polska

Reżyseria: Marek Klimczuk

Dialogi polskie: Alicja Petruszka

Dźwięk i montaż: Janusz Tokarzewski

Kierownik produkcji: Dorota Nyczek

Nadzór merytoryczny: Aleksandra Dobrowolska, Katarzyna Dryńska

Udział wzięli:
- Jonasz Tołopiło – Timmy
- Anna Apostolakis – Wanda
- Jacek Kopczyński – Cosmo
- Dominika Kluźniak – Tootie
- Izabela Dąbrowska – Mama
- Wojciech Paszkowski – Tata
- Waldemar Barwiński – Magnat
- Artur Kaczmarski – Crocker
- Zbigniew Konopka – Jorgen
- Joanna Węgrzynowska – Vicky

oraz:
- Artur Pontek – Chester
- Krzysztof Królak – RJ
- Grzegorz Pawlak – Burmistrz Mrokowa
- Joanna Pach
- Justyna Bojczuk
- Robert Tondera
- Jakub Szydłowski
- Jan Rotowski
- Maciej Dybowski
- Miłosz Konkel

Lektor: Artur Kaczmarski